# Ben-Hur: A Tale of the Christ

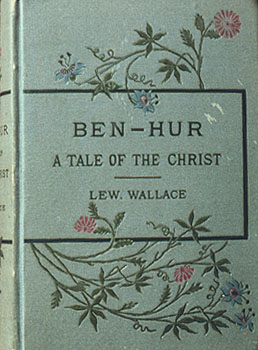

Ben-Hur: A Tale of the Christ (no Brasil: Ben-Hur: uma história dos tempos de Cristo) é um romance escrito por Lew Wallace publicado em 12 de novembro de 1880, que esteve entre os best-sellers de sua época. O livro conta a história de um personagem fictício chamado Judá Ben-Hur, que é contemporâneo de Jesus Cristo.
O livro foi adaptado para o teatro e para o cinema repetidas vezes, sendo a adaptação de 1959 com a direção de William Wyler a mais conhecida por ter recebido doze indicações ao Óscar e ganhado onze delas.

## Adaptações
Adaptações cinematográficas e televisivas desse romance:
- Ben Hur (1907)
- Ben-Hur (1925)
- Ben-Hur (1959), filme dirigido por William Wyler.
- Ben-Hur (minissérie)
- Ben-Hur (2016)